# Мийо, Эрик
Эри́к Мийо́ (фр. Éric Millot, род. 12 декабря 1968 года) — французский фигурист, выступавший в мужском одиночном разряде, четырёхкратный чемпион Франции по фигурному катанию, дважды представлявший страну на зимних Олимпийских играх 1992 и 1994 годов. Он также много раз участвовал на чемпионатах мира и Европы, в частности, дважды занимал пятое место в мировом первенстве, а в 1993 году завоевал бронзовую медаль на чемпионате Европы. После окончания спортивной карьеры в 1997 году ушёл в профессионалы.
Тренер Мийо — Анник Гайаге. Отличался артистичным эмоциональным стилем. Обладал качественной техникой исполнения тройного риттбергера, что позволило ему впервые в истории сделать каскад тройной риттбергер — тройной риттбергер (1996), а также одному из первых тройной флип — тройной риттбергер, однако проблемы с исполнением ключевого в те годы тройного акселя не позволяли выйти в лидеры.
27 апреля 2000 года состоялась матчевая встреча фигуристов Франции и России, в которой приняли участие самые титулованные спортсмены обеих стран. Эрик Мийо вошёл во французскую команду наряду с такими фигуристами, как Сурия Бонали, Марина Анисина и Гвендаль Пейзера.